# نيستور أوريلانا
نيستور أوريلانا (7 يناير 1992 - ) (بالإسبانية: Néstor Orellana)‏ هو لاعب كرة طائرة المكسيك. شارك في الكرة الطائرة في الألعاب الأولمبية الصيفية 2016.

## وصلات خارجية
- نيستور أوريلانا على موقع أوليمبيديا (الإنجليزية)